# Sergio Livingstone
Serjio Roberto Livingstone Pohlhammer (Santiago, 26 de marzo de 1920-Santiago, 11 de septiembre de 2012), escrito históricamente como Sergio Livingstone, fue un futbolista profesional y periodista deportivo chileno.
Jugó como portero en clubes de Chile y Argentina, siendo uno de los principales chilenos en la historia y el más destacado en los años 1940. La Federación Internacional de Historia y Estadística de Fútbol lo ubicó como el «noveno mejor arquero sudamericano del siglo XX». Fue el capitán de la selección chilena, con la cual participó en la Copa Mundial de 1950, fue el «mejor jugador» en la Copa América de 1941, y es el segundo jugador que más partidos ha jugado en la historia de este último torneo, con 34.
Fue comentarista deportivo de Televisión Nacional de Chile, donde fue presentador de los programas Zoom deportivo y La noche del fútbol; y periodista en la Radio Agricultura. Hizo dupla con Pedro Carcuro durante cuarenta y tres años en la conducción de diversas transmisiones de eventos y programas deportivos.

## Biografía
Nació en el año 1920 en una familia de origen escocés. Su madre fue Ana Pohlhammer; su padre, Juan Livingstone, fue uno de los pioneros del fútbol en Chile e incluso fue el primero en traer una pelota de fútbol al país, y jugó por Santiago National. A los 8 años, cuando entró al Colegio San Ignacio, comenzó a jugar al arco.
Inició formalmente su carrera futbolística a los quince años, cuando ingresó al Club Unión Española, donde prácticamente no jugó. Abandonó la actividad e ingresó a la Pontificia Universidad Católica de Chile para estudiar Derecho.

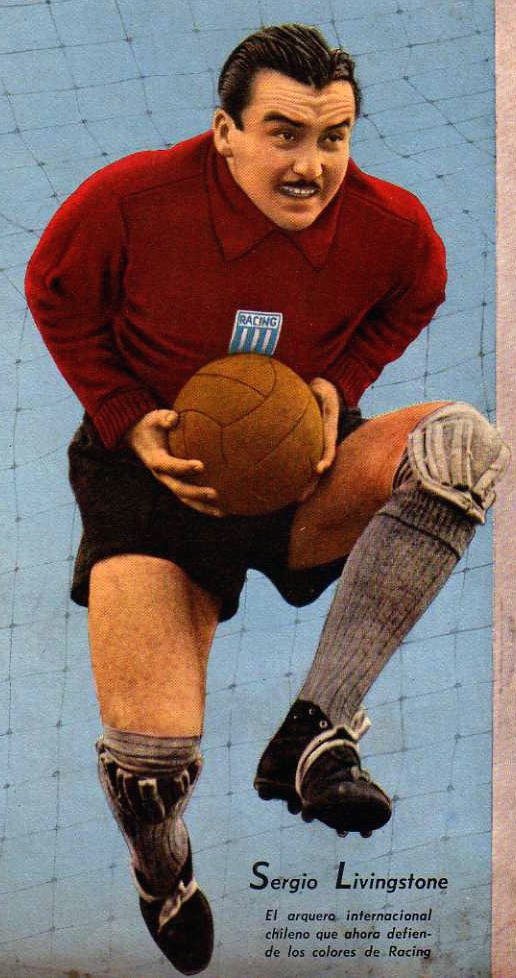
Livingstone en 1943 con Racing

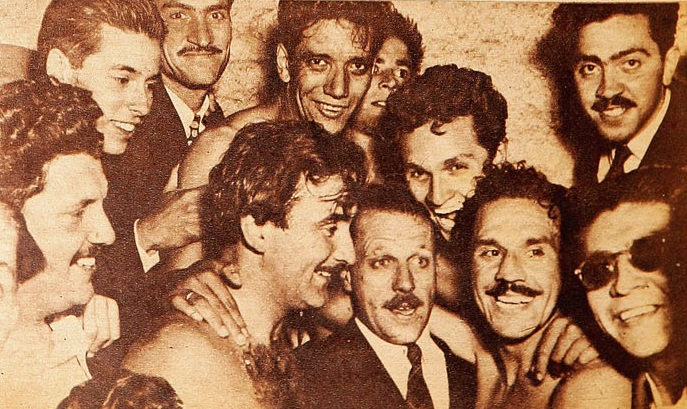
Festejo del primer equipo campeón de Universidad Católica, con Livingstone, Moreno y otros jugadores.

Tiempo después volvió a jugar, esta vez por Universidad Católica, conjunto de su casa de estudios y en el que debutó profesionalmente en 1938. Durante su primera etapa en las filas de Católica se destacó como un magnífico guardameta y se ganó su inclusión entre los mejores arqueros sudamericanos del momento. Permaneció en Universidad Católica hasta 1942.
En 1943, Racing Club se hizo con sus servicios tras pagar 280 000 pesos (24 000 dólares), todo un récord para la época, especialmente teniendo presente su condición de guardameta. Su debut en las filas de Racing Club se produjo el 11 de abril de 1943 ante más de cincuenta mil personas en un amistoso ante Boca Juniors, en el que no tuvo demasiada fortuna, le hicieron cuatro goles, —uno olímpico— y su equipo cayó 2:4. Aunque solo jugó una temporada en Argentina, dejó un buen recuerdo en la entidad de Avellaneda y su salida de Racing no fue producto de un mal rendimiento sino de la nostalgia que sentía por una mujer que a la postre fue su primera esposa.
Llegó a figurar en dos portadas de la revista El Gráfico; la primera en el n.º 1181 del 27 de febrero de 1942, con una foto como portero de la selección chilena, y luego en el n.º 1256 de la misma revista el 6 de agosto de 1943, atajando para Racing.

"¿Qué pude ganar mucho más dinero si me quedo en Racing, por ejemplo, o si me hubiera buscado alguna oportunidad en otra parte? Aceptado, pero mi felicidad era jugar en Universidad Católica"

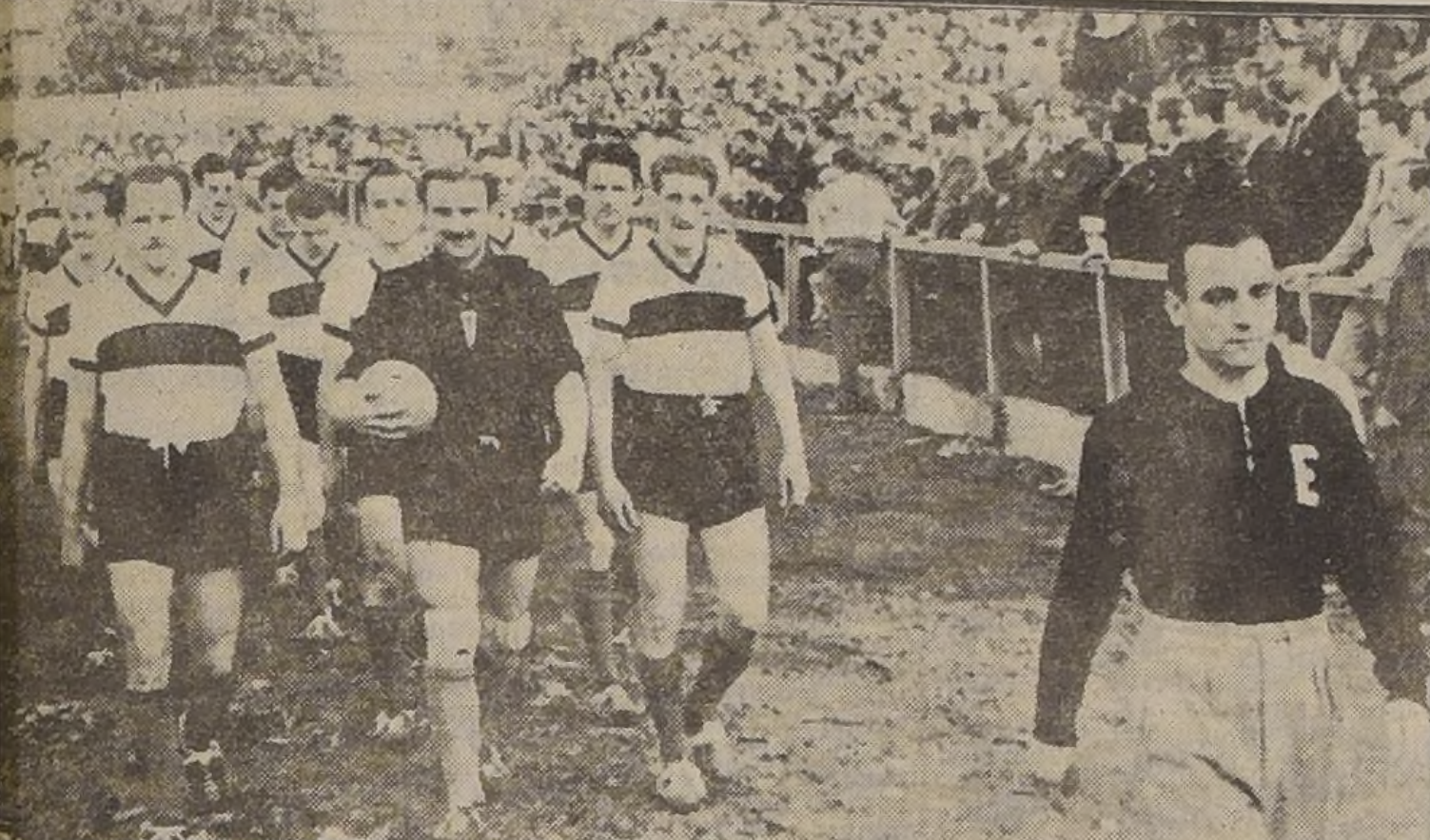
El equipo de Universidad Católica, encabezado por Livingstone, en la inauguración del Estadio Independencia el 12 de octubre de 1945.

En 1944 regresó a su país para volver a integrar la plantilla de Universidad Católica, el equipo de sus amores y el de toda su vida. En su segunda etapa en Universidad Católica consiguió los títulos de la liga chilena de 1949, bajo la dirección técnica de Alberto Buccicardi, y 1954. A lo largo de su carrera, que se prolongó por espacio de veintidós temporadas, estuvo siempre ligado a las filas de Universidad Católica, a excepción de su paso por Argentina y de una de sus últimas temporadas como jugador activo, en 1957, cuando fue enviado a préstamo a Colo-Colo. Finalmente se retiró a fines de aquella época en Católica, donde ha sido recordado como ídolo y uno de los mejores jugadores que hayan pasado por la institución.

"Aún en el año que estuve en Racing, y ese año en Colo Colo, yo seguía adherido con todos mis afectos a Universidad Católica"

## Selección nacional

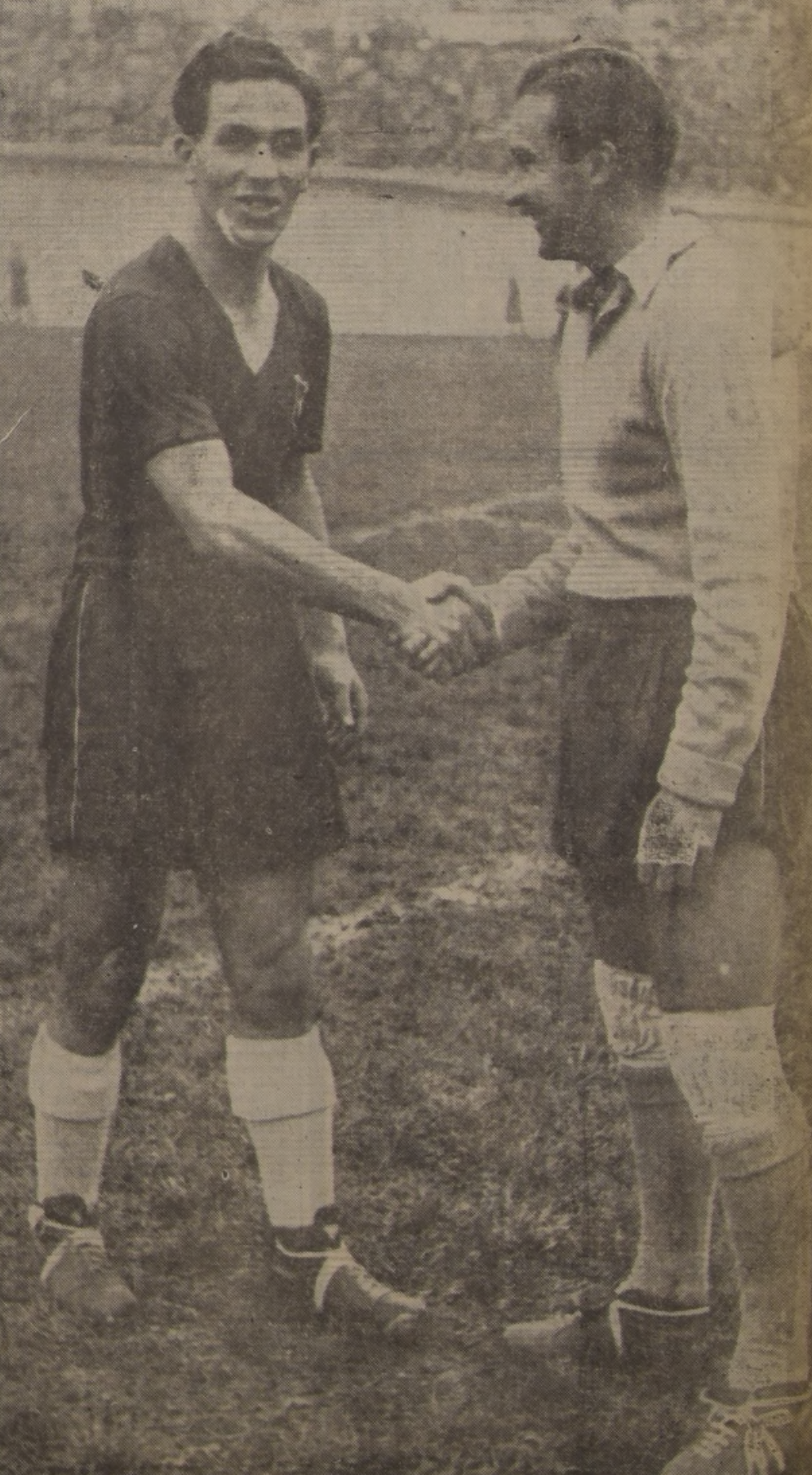
Saludo entre Jorge Robledo y Sergio Livingstone en el triunfo 3:2 de Universidad Católica sobre la Selección chilena en 1950.

Debutó con la selección chilena el 2 de febrero de 1941 en un encuentro disputado en el Campeonato Sudamericano ante la selección de Ecuador que acabó con la victoria chilena por 5:0, campeonato en el que obtuvo el Premio al Rendimiento y Corrección.
Por la selección chilena, jugó el Mundial de 1950, el Campeonato Panamericano de Fútbol de 1952 y seis Copas América (1941, 1942, 1945, 1947, 1949 y 1953).
Entre 1941 y 1954, jugó un total de 52 partidos por la selección de su país.

### En vida

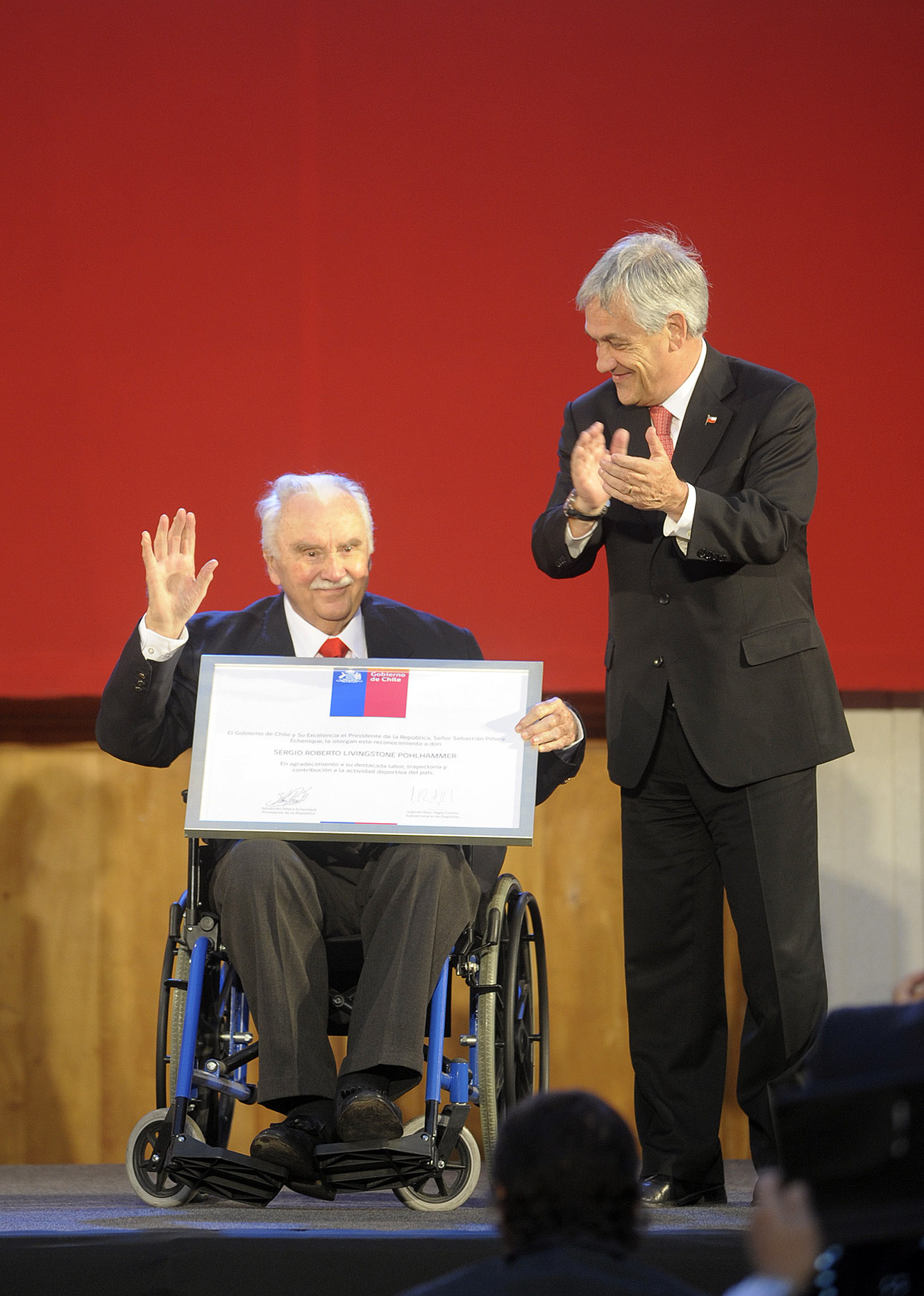
Livingstone (sentado) junto al presidente Sebastián Piñera. El exportero fue homenajeado por «su trayectoria deportiva y su aporte a la actividad».

### Participaciones en Copa América
| Torneo                       | Sede    | Resultado    | Partidos |
| ---------------------------- | ------- | ------------ | -------- |
| Campeonato Sudamericano 1941 | Chile   | Tercer lugar | 4        |
| Campeonato Sudamericano 1942 | Uruguay | Sexto lugar  | 4        |
| Campeonato Sudamericano 1945 | Chile   | Tercer lugar | 6        |
| Campeonato Sudamericano 1947 | Ecuador | Cuarto lugar | 7        |
| Campeonato Sudamericano 1949 | Brasil  | Quinto lugar | 7        |
| Campeonato Sudamericano 1953 | Perú    | Cuarto lugar | 6        |

### Participaciones en Copas Mundiales
| Mundial              | Sede   | Resultado     | Partidos |
| -------------------- | ------ | ------------- | -------- |
| Copa Mundial de 1950 | Brasil | Primera ronda | 3        |

## Clubes
| Club                 | País      | Año       |
| -------------------- | --------- | --------- |
| Universidad Católica | Chile     | 1938-1942 |
| Racing Club          | Argentina | 1943      |
| Universidad Católica | Chile     | 1944-1959 |
| → Colo-Colo (cedido) | Chile     | 1957      |

## Palmarés

### Campeonatos nacionales
| Título                          | Equipo                    | País  | Año  |
| ------------------------------- | ------------------------- | ----- | ---- |
| Torneo de Consuelo del Apertura | C.D. Universidad Católica | Chile | 1949 |
| Primera División                | C.D. Universidad Católica | Chile | 1949 |
| Primera División                | C.D. Universidad Católica | Chile | 1954 |
| Segunda División                | C.D. Universidad Católica | Chile | 1956 |

### Distinción individual
| Distinción                                                | Año  |
| --------------------------------------------------------- | ---- |
| Mejor jugador del Campeonato Sudamericano                 | 1941 |
| Mejor futbolista de Chile                                 | 1941 |
| Segundo mejor portero de la Primera División de Argentina | 1943 |
| Mejor futbolista de Chile                                 | 1944 |
| Portero menos batido de la Primera División de Chile      | 1946 |
| Portero menos batido de la Primera División de Chile      | 1947 |
| Premio Embotelladora Andina                               | 1986 |
| Premio Nacional de Periodismo Deportivo de Chile          | 1987 |
| Premio Raúl Prado Cavada                                  | 1991 |
| 9.º mejor portero sudamericano del siglo XX               | 2006 |
| Premio del IND a la trayectoria deportiva                 | 2011 |